# Cilunculus hirsutus
Cilunculus hirsutus is een zeespin uit de familie Ammotheidae. De soort behoort tot het geslacht Cilunculus. Cilunculus hirsutus werd in 1963 voor het eerst wetenschappelijk beschreven door Clark. 